# باكوبا كارولينية
باكوبا كارولينية أو زوفا الماء الكارولينية (الاسم العلمي:Bacopa caroliniana) هو نوع من النباتات يتبع جنس الباكوبا من الفصيلة الحملية.

## أسماء أخرى
من الأسماء الأخرى لهذا النبات نقلاُ عن الإنكليزية الباكوبا الليمونية والباكوبا الحمراء العملاقة.